# Mikrofil
Mikrofil – organ spotykany współcześnie u przedstawicieli gromady widłaków, który wyewoluował odmiennie od liści pozostałych roślin naczyniowych (makrofili), jednak pełni analogiczne funkcje i wykazuje podobieństwa morfologiczne. Mikrofile wyróżniają się obecnością jedynie centralnej, nierozgałęzionej wiązki przewodzącej.

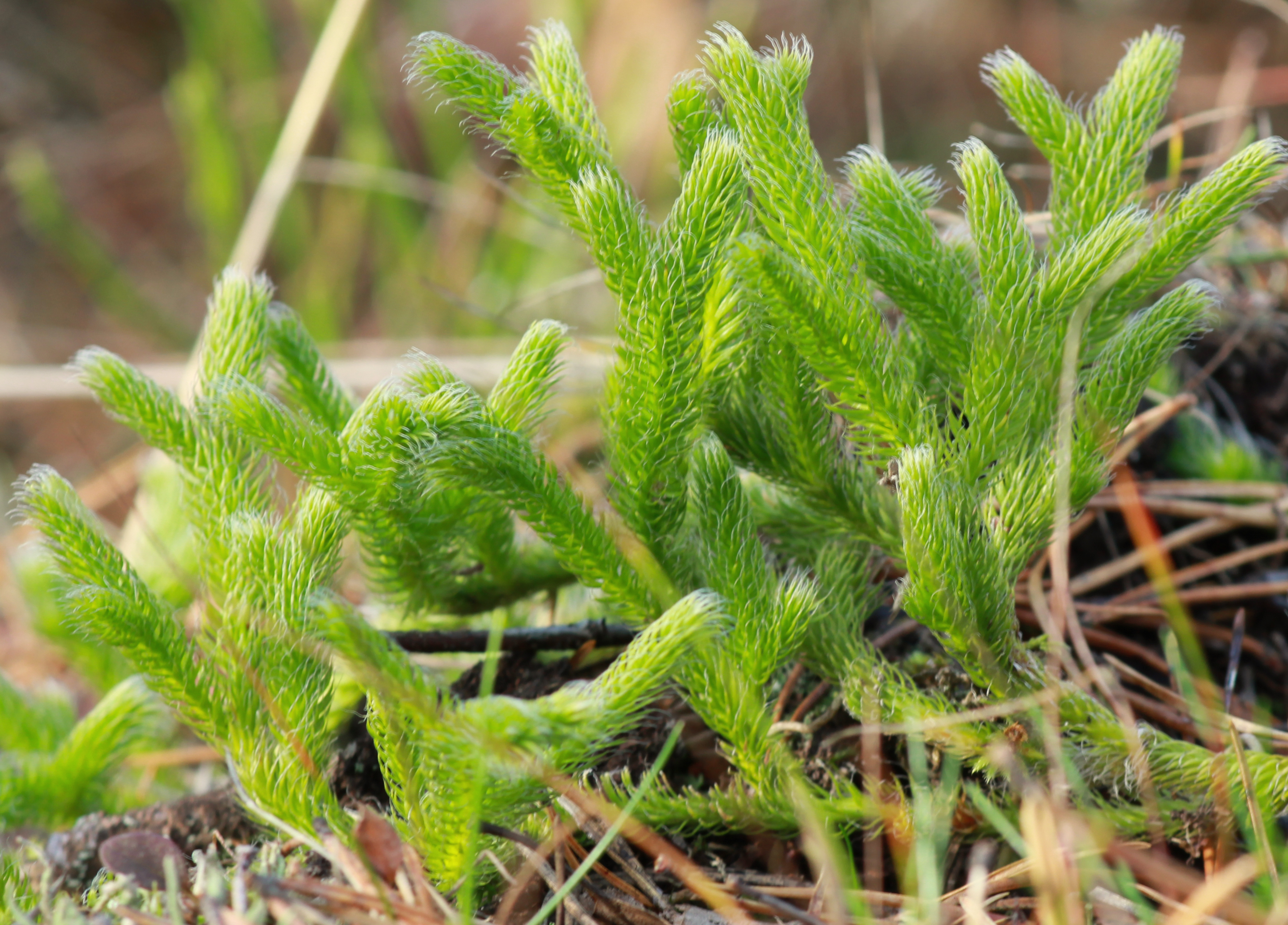
Mikrofile okrywające pęd widłaka goździstego

Istnieją trzy hipotezy tłumaczące powstanie mikrofili. Zgodnie z hipotezą telomową powstały one w wyniku redukcji i spłaszczania pojedynczych odgałęzień telomu. Według hipotezy enacji mikrofile powstały jako boczne wyrostki kory pierwotnej na bezlistnej łodydze, do których następnie wniknęły odgałęzienia tkanki przewodzącej. W końcu trzecia hipoteza zakłada ich powstanie w wyniku przekształcenia sterylnych zarodni. Analizy molekularne wspierają hipotezę enacji, choć nie wykluczają też ewentualnej roli zarodni w powstaniu tych liści. 
Liście (mikrofile) widłaków są zwykle drobne, symetryczne, siedzące, bez ogonka z szeroką nasadą wyrastającą z łodygi. Liście są zaostrzone, od krótkich, łuskowatych po długie, szydłowate i mięsiste (u poryblinów). Wyrastają skrętolegle, tylko u niektórych przedstawicieli rodzaju widłak (Lycopodium) i widliczka (Selaginella) naprzeciwlegle lub okółkowo. Na górnej (przyosiowej) stronie liści znajdują się często drobne języczki (ligula). Środkiem ich biegnie nierozgałęziona centralna wiązka przewodząca (żyłka liściowa), złożona z cewek, które w dolnej części żyłki otoczone są niewielką ilością łyka. W odróżnieniu od liści innych naczyniowych (makrofili) w walcu osiowym nie ma luk (szczelin) ponad miejscem odgałęzienia się wiązki przewodzącej prowadzącej do mikrofila.